# Banglanews24.com
Banglanews24.com est un portail de nouvelles en ligne au Bangladesh, Le site web, ainsi que le Daily Sun, Bangladesh Pratidin et Kaler Kantho, appartiennent à East West Media Group, une entreprise du groupe Bashundhara,. Alexa a classé le site web à la place 2 620 dans le monde et 15e au Bangladesh.

## Histoire
Banglanews24.com a été officiellement lancé le 1er juillet 2010. Les autres agences de presse nationales de l'époque étaient Bangladesh Sangbad Sangstha (BSS), appartenant à l'État, United News of Bangladesh (UNB) et bdnews24.com.

### Sections
- National
- Politique
- Business
- International
- Sports
- Divertissement
- Technologie
- Éducation
- Santé
- Style de vie
- Aviatour
- Banglanews Special
- Banglanews Exclusif
- Justice
- Forum

## Controverse
Ramesh Chandra Sen (en), ancien ministre et actuel député de la Ligue Awami, a poursuivi le portail pour diffamation en 2014. Un photo-journaliste du portail a été agressé par des membres paramilitaires du Bangladesh Ansar dans le quartier de Shyamoli, à Dacca, en mars 2014,. Des organisations islamistes bangladaises, dont Jamaat-e-Islami Bangladesh et son front étudiant Islami Chhatra Shibir, Hefazat-e-Islam, Islami Oikya Jote (en) et Nabi Premik Jagrata Janata, ont vandalisé leurs bureaux à Chittagong au Bangladesh.

## Projets frères
- News24tv
- Bangladesh Pratidin
- Daily Sun
- Radio Capital (en)
- Kaler Kantho